# 新思科技
新思科技股份有限公司（英語：Synopsys Inc.）是一家總部位於加州森尼韋爾的美國電子設計自動化（EDA）公司，專注於矽晶設計與驗證、矽晶智慧財產權，以及軟體安全與品質。Synopsys（新思科技）提供各式工具與服務給半導體設計與製造產業。其產品涵蓋用於邏輯合成與積體電路實體設計的工具、開發用的模擬器，以及協助晶片與電腦系統邏輯設計的除錯環境等。

## 发展历程
新思科技于1986年由现任首席执行官的阿特·德吉亚斯博士与来自北卡罗来纳州通用电气微电子中心的几位工程师共同创建。公司最初名为Optimal Solutions，主要从事开发与销售通用电气开发的逻辑综合技术。新思科技的发展过程中，主要是依靠不断地并购活动获取新的技术来完善自身的产品线。时至今日，新思科技产品线已经覆盖了集成电路从前端到后端的整个设计流程。

## 产品
新思科技公司的产品包括：
- Advanced Fusion Technology[5]
- Black Duck[6]
- Black Duck Audit Services[7]
- BSIMM
- Code Sight[8]
- Coverity[9]
- Custom Compiler
- DC Explorer
- Defensics[10]
- Design Compiler Graphical
- Design Complier NXT
- ESP
- Formality®
- Fusion Compiler
- Fusion Design Platform
- HAPS® Prototyping
- IC Compiler™
- IC Compiler II™ with RedHawk™
- IC Validator
- Identify® RTL Debugger
- Lynx Design System
- Nanotime
- Polaris Software Integrity Platform™[11]
- PrimeECO
- PrimePower
- PrimeYield
- Proteus
- QuickCap NX
- Seeker[12]
- SilconSmart®
- Siloti
- Simpleware™ ScanIP
- SpyGlass®
- StarRC™
- Synopsys eLearning
- Synopsys Managed Services[13]
- Synopsys Professional Services
- Synopsys TestMAX™
- Synplify Premiere®
- Synplify Pro®
- The PrimeTime ® Suite
- Tinfoil[14]
- Verdi®
- Verdi Advanced AMS Debug
- Verdi HW/SW Debug
- Verdi Performance Analyzer
- Verdi Power-Aware Debug
- VerIDE
- Virtualizer®
- VCS®

## 公司位置
新思科技公司總部設於美國加州森尼韋爾，並在全世界有98處研發機構及辦事部門。

### 美國
新思科技總部位於加州森尼韋爾，同時於亞利桑娜州、科羅拉多州、佛羅里達州、喬治亞州、伊利諾州、馬里蘭州、麻薩諸塞州、密西根州、明尼蘇達州、紐澤西州、紐約州、北卡羅萊納州、奧勒岡州、賓夕法尼亞州、德克薩斯州、維吉尼亞州、華盛頓州皆設有研發中心或據點。

### 中华人民共和国
新思科技在北京、上海、武汉、厦门、澳門设立了研发中心，同时在北京、上海、深圳和香港特别行政区设有代表处，负责在中国区的市场、销售、技术支持等服务。

### 台灣
新思科技1991年在台灣成立分公司，於2012年併購思源科技（SpringSoft），納入驗證工具Verdi及設計工具Laker等產品。新思科技在台灣辦公室分別位於新竹市新竹科學工業園區(原思源科技)以及國立陽明交通大學博愛校區、新竹縣竹北市及台北市。